# Codeceda
Codeceda era una freguesia portuguesa del concelho de Vila Verde, con 3,75 km² de superficie y 212 habitantes (2001). Su densidad de población es de 56,5 hab/km².

## Historia
Fue suprimida el 28 de enero de 2013 en aplicación de una resolución de la Asamblea de la República portuguesa promulgada el 16 de enero de 2013 al unirse con las freguesias de Atães, Covas, Penascais y Valões, para formar la nueva freguesia de Vade.